# Compañía del Duque

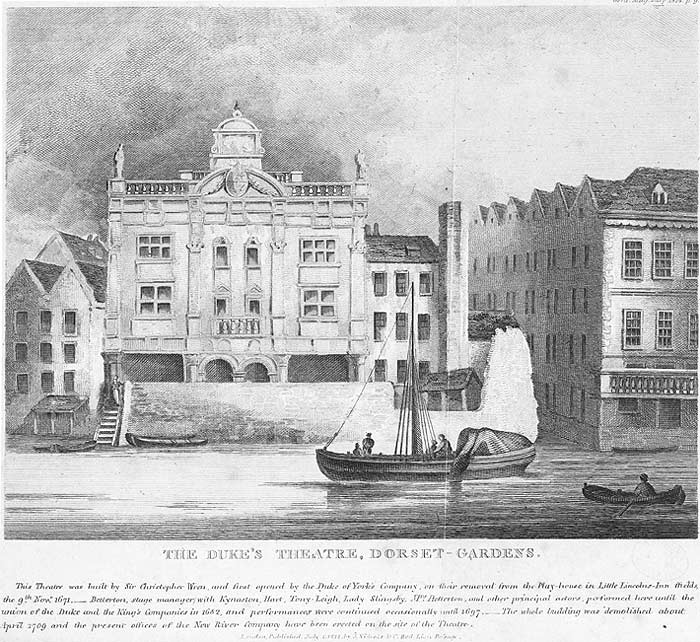
El Teatro del Duque en Dorset Gardens, a orillas del río, era uno de los teatros más lujosos de Londres.

La Compañía del Duque era una compañía de teatro contratada por el rey Carlos II de Inglaterra en 1660 al comienzo de la era de la Restauración inglesa. William Davenant era el gerente de la compañía bajo el patrocinio del príncipe James, Duque de York. Durante este período, los teatros comenzaron a florecer de nuevo después de haber sido cerrados debido a las restricciones de la Guerra Civil Inglesa y el Interregno inglés. La compañía del Duque existió desde 1660 hasta 1682 cuando se fusionó con la King's Company para formar la Compañía Unida.

## Historia
La Compañía del Duque fue una de las dos compañías de teatro (la otra es la King's Company) que fueron contratadas por el rey Carlos II al comienzo de la época de la Restauración inglesa, cuando los teatros de Londres reabrieron después de su cierre de dieciocho años (1642-1660) durante la Guerra Civil Inglesa y el Interregnum.
La Compañía del Duque tenía el patrocinio del hermano menor del rey, el Príncipe James, Duque de York y de Albany (más tarde rey Jacobo II). Fue dirigida por William Davenant. La compañía comenzó en el antiguo Salisbury Court Theatre, y ocasionalmente usaba el teatro Cockpit en Drury Lane. Después de un año, los actores se trasladaron a un nuevo teatro en Lincoln's Inn Fields, un edificio en la calle Portugal que había sido anteriormente la pista de tenis de Lisle —se inauguró el 18 de junio de 1661—. Allí se les unió Thomas Betterton, que rápidamente se convirtió en su estrella. En diciembre de 1660, el rey concedió a la Compañía del Duque los derechos exclusivos de diez obras de William Shakespeare: Hamlet, Macbeth, El Rey Lear, Romeo y Julieta, La tempestad, La duodécima noche, Mucho ruido y pocas nueces, Medida por medida, Enrique VIII, y Pericles, príncipe de Tiro. En 1661, su primer año en los campos de Lincoln's Inn, la compañía revivió Hamlet, en una producción que empleaba la innovación de la escenografía. Samuel Pepys vio su producción el 24 de agosto; la describió como «hecha con escenas muy bien, pero sobre todo, Betterton hizo la parte del Príncipe más allá de la imaginación».
William Davenant trató de aprovechar al máximo los limitados materiales shakesperianos que tenía a su disposición. En 1662 puso en escena The Law Against Lovers, una versión muy adaptada de Medida por medida que mezcló en personajes de Mucho ruido y pocas nueces. Fue la primera de las muchas adaptaciones shakesperianas producidas durante la época de la Restauración y el siglo XVIII.
También actuó en algunas de las obras del canon de John Fletcher y sus colaboradores. Sin embargo, la rival King's Company bajo Thomas Killigrew controlaba más de las "Old Stock Plays", el repertorio tradicional del drama renacentista inglés —Davenant incluso tuvo que solicitar el derecho a representar sus propias obras anteriores a 1642—. La Compañía del Duque se vio impulsada a buscar nuevas obras por una nueva generación de escritores y a experimentar con nuevas formas y estilos. La compañía interpretó las obras de  Davenant, John Dryden, Thomas Otway, George Etherege, Thomas Shadwell y otros; produjo las obras de Aphra Behn desde 1670 hasta 1682, además de muchas traducciones y adaptaciones de obras francesas y otras extranjeras; su producción de 1662 de The Adventures of Five Hours de Samuel Tuke, una versión de la comedia española de Antonio Coello Los Empeños de Seis Horas, tuvo trece representaciones consecutivas y fue el primer gran éxito del teatrodramático de la Restauración.
Al igual que la King's Company, la del Duque, fue pionera en el uso de las primeras actrices inglesas a principios de 1660. Su destacada intérprete fue Mary Saunderson, que interpretó muchos de los papeles femeninos principales en las obras de Shakespeare. Anne Gibbs, Hester Davenport y Mary Lee también tuvieron éxitos notables.
Samuel Pepys vio muchas de sus producciones, y las registró en su Diario. El rey Carlos también fue testigo de muchas de sus representaciones; en una ruptura con la práctica del pasado, el rey, a veces, venía al teatro a ver las obras, lo que en los reinados anteriores nunca había sucedido. —En cambio, las compañías de actores siempre habían acudido a la corte para actuar—. En sus temporadas más ocupadas, la compañía puso en escena cincuenta obras diferentes en un año, diez de ellas eran obras nuevas.
Después de la muerte de William Davenant en abril de 1668, Thomas Betterton tomó el mando de la empresa, en colaboración con la viuda de Davenant, Mary Davenant. Su equipo directivo amplió sus estrategias para asegurar el éxito: la compañía participó en tres temporadas de verano consecutivas —y rentables— en Oxford a partir de 1669. El 9 de noviembre de 1671, la compañía se mudó a un nuevo teatro en Dorset Garden, a veces llamado Teatro del Duque, «el más elegante de todos los teatros de la Restauración ...». La Compañía del Duque aprovechó las capacidades escénicas del teatro de Dorset Garden para producir muchos del espectáculo de la Restauración y las primeras óperas y semi-óperas que caracterizaron la época de la Restauración. La más exitosa de las semi-óperas de la compañía fue la adaptación de Dryden/Davenant de La tempestad, que se estrenó el 7 de noviembre de 1667. A partir de 1675, Elizabeth Barry actuó con la Compañía del Duque y fue reconocida como una de las estrellas de la época.
Tanto la Compañía del Duque como la del Rey sufrieron una escasa asistencia durante el período del complot papista, 1678-1681. Cuando la Compañía del Rey cayó en dificultades debido a la mala gestión, la Compañía del Duque se unió a ellos para formar la Compañía Unida en 1682, bajo la dirección de la Compañía del Duque. La Compañía Unida comenzó a actuar en noviembre de ese año. El teatro de la King's Company, el  Theatre Royal en Drury Lane, se utilizaba principalmente para obras de teatro, mientras que el Teatro de Dorset Garden se dedicaba a óperas y 
espectáculos.
John Downes fue el apuntador de la Compañía del Duque desde 1662 hasta 1706. En 1708 publicó su Roscius Anglicanus, la «principal fuente de información sobre el teatro de la Restauración», para las generaciones posteriores.

## Estructura de la compañía

### Gestión

#### William Davenant
William Davenant fue el primer gerente de la Compañía del Duque. Además, era el titular de la patente y fundamentalmente el creador del grupo de teatro. Después de que a Killigrew se le concediera su patente para la King's Company , Davenant redactó un documento para darle a él y a Killigrew el monopolio del duelo sobre las compañías de teatro. Davenant pudo hacerlo porque fue recompensado con una orden de Carlos I de Inglaterra en 1639 para construir su propio teatro, que aunque ya no existía, añadió seriedad a sus demandas. Además, su trabajo de mascarada con Carlos I, siendo también el escritor de las dos óperas que se representaron durante el régimen puritano, lo consolidó ciertamente como un gerente consumado y confiable de la segunda compañía. Así se creó la Compañía del Duque.
Davenant, con experiencia en mascaradas, llegó a creer que el espectáculo era el camino a seguir para el teatro británico. Mary Edmond comenta que «se dio cuenta muy pronto de que los espectadores pronto exigirían teatros escénicos». Por lo tanto, siguió adelante con la creación de espacios teatrales que utilizaban escenas cambiantes, además de actualizar siempre estas escenas para que las actuaciones se sintieran frescas y nuevas para el público. Durante su tiempo como gerente, estableció el estándar para la compañía del Duque. Después de haber tenido solamente 23 obras en comparación con las 108 de la King's Company, Davenant dirigió su compañía hacia la nueva escritura y adaptaciones del trabajo previo a la restauración que tenía. Trabajó con escritores como George Etheredge, John Dryden y Roger Boyle.
No solo trató de mantener moderno el trabajo realizado para los hombres del duque, sino que también tenía planes para mantener los teatros funcionales y de la más alta calidad. Este nuevo y emocionante teatro se manifestó como el Teatro de Dorset Garden. Si no se creó hasta después de su muerte, logró financiar el proyecto. Lo hizo vendiendo 7 7/10 de sus acciones a un precio de entre 600 y 800 libras esterlinas. Luego, los participantes lograron recaudar el resto de la sustancial suma de 9000 £ que se considera aproximadamente que costó.

#### Henry Harris y Thomas Betterton
El edificio del teatro fue construido bajo el siguiente grupo de gerentes de la Compañía del Duque. Esta fue con colaboración de Thomas Betterton y Henry Harris bajo la vigilancia de la esposa de Davenant. Tanto Betterton como Harris eran los actores estrella de Davenant. Ellos continuaron bien el legado de la Compañía del Duque. La construcción del edificio del teatro, que se erigió durante su época como gerentes era de última generación, con maquinaria, algo que sin duda se inspiró en los teatros europeos. Además, continuaron presumiendo de nuevos escritores incluyendo a Aphra Behn, Thomas Otway y una vez más John Dryden. A diferencia de Davenant, ninguno de los dos escribió su propia obra. Sin embargo, a diferencia de la King's Company, los segundos gerentes querían hacer la transición lo más fácil posible. Sus decisiones habían «sido revisadas por el consejo de actores compartidos así como por representantes de la familia Davenant». Así vemos que a pesar de tener una influencia reconocible dentro de la compañía, el dúo no quería alienar a nadie involucrado en la empresa.

### Propiedad
En cuanto a quién era el dueño de la empresa, no parece que hubiera un único propietario. En su lugar, las compañías eran propiedad de accionistas que tenían algo que decir en la gestión de la empresa, y que ayudaban a recaudar fondos. De hecho, el principal accionista y titular de la patente debería ser considerado el propietario principal, lo que significaría, por lo tanto, que William Davenant sería el propietario durante el período de 1660-1668. A partir de entonces, la esposa de Davenant sería considerada la propietaria, con Betterton y Harris como los gerentes. William Van Lennep apoya esta suposición escribiendo «La estructura formal, entonces, de este tipo de arreglo consistía en un propietario —el mayor accionista—, que era el dueño de la compañía tanto en asuntos teatrales como financieros; un pequeño número de actores que compartían, que recibían una proporción de las ganancias después de que los ingresos brutos hubieran cubierto los gastos principales; y un gran número de actores con salario».

### Incorporación a la compañía
Las personas se incorporaban a la empresa comprando acciones de la compañía, ya que «las empresas eran un negocio, y las acciones en ellas se vendían para recaudar el dinero necesario para amueblar los teatros, contratar personal y producir obras de teatro». Por lo tanto, se supone que solamente las personas de cierta clase podían incorporarse a la empresa.

### Miembros menos influyentes
En 1660, por primera vez se permitió a las mujeres actuar en el escenario comercial. Sin embargo, la importancia de esto en ese momento no era tan evidente. Se puede suponer esto porque todavía no se han encontrado los registros de esta primera actriz que actuó; por lo tanto, se sugiere que no fue documentado, lo que socavó la influencia de las mujeres que actuaban en el teatro. Un ejemplo de una de las primeras mujeres que actuó fue la Sra. Eastland. Aunque su nombre aparece en el apuntador de las actrices originales de Killigrew, «su nombre no aparece en ningún dramatis personae hasta 1669 y solamente interpretó papeles menores». Además, únicamente aparece en la lista de reparto en 1669; nueve años después del comienzo de la compañía. A pesar de la asignación de mujeres en el teatro, es evidente que la naturaleza patriarcal del teatro era todavía muy evidente. Para los hombres, la profesión de actor era una carrera respetada y exitosa, sin embargo, «ninguna mujer con serias pretensiones de respetabilidad aceptaría una carrera en el escenario», pero debido a la naturaleza y las exigencias de ser actriz; el aprendizaje rápido de las líneas y la necesidad de tener una etiqueta civilizada significaba que la compañía tenía que encontrar mujeres de un término medio; esto sugiere las diferencias de clase, y la importancia general de los hombres en comparación con las mujeres dentro de la compañía.

## Representaciones
El nuevo teatro Duke's Playhouse abrió el 28 de junio de 1661 en los jardines de Dorset, con el espectacular The Siege of Rhodes. El nuevo teatro abarcaba nuevas posibilidades para que la compañía creara un teatro rico y dramático. «Un pequeño escenario y un arco de proscenio; la escenografía consistía en alas frente a pares de grandes pisos pintados que podían moverse a lo largo de las ranuras situadas en el suelo». Las dimensiones externas eran de 48 metros por 17,4 metros, incluida una galería de tres metros de profundidad. Un visitante extranjero informó en 1676 que el teatro tenía un foso central en forma de anfiteatro, así como dos filas de siete cajas y cada una con espacio para 20 personas y una galería. El edificio podía albergar a unos 850 visitantes.<ref>
Este fue el primer teatro público de Inglaterra que utilizó tal innovación y así influyó en la elección de la obra. Las obras se convirtieron en espectáculos; El Asedio de Rodas fue una «producción magnífica». Otras representaciones como Hamlet (1661), Amor y Honor (1661) y La Tempestad (1667) caracterizan los espectáculos de restauración y las óperas de la Compañía. Downes señaló que la adaptación de Love and Honour, originalmente de 1643, en 1661 fue Richly Cloth'd con Betterton vestido con finas prendas y el conjunto extraordinario.

### Shakespeare
A la Compañía del Duque se le concedieron los derechos exclusivos de diez obras de Shakespeare: Hamlet, Macbeth, El Rey Lear, Romeo y Julieta, La Tempestad, Duodécima Noche, Mucho ruido y pocas nueces, Medida por medida, Enrique VII y Pericles, Príncipe de Tiro. Esto, combinado con los grandes actores, como Betterton, permitió a la compañía crear adaptaciones de las obras de Shakespeare dentro del teatro.

### Davenant
William Davenant, como director y en buenos relaciones con el rey, pudo usar su pericia y el talento de Betterton para producir interpretaciones de sus propias obras. Killigrew y Davenant planearon hacer tragedias, comedias, obras de teatro, óperas, y todos los demás entretenimientos similares, estableciendo precios de entrada razonables para satisfacer «los grandes gastos de escenas, música y nuevas decoraciones que no se han utilizado anteriormente».

### Censura
El monopolio del teatro del Rey estaba controlado por el poder legislativo, el Lord Chambelán. El Chambelán tenía el poder de censurar el trabajo dramático e impreso, haciendo que las patentes se presentaran el trabajo 14 días antes de la actuación. La Compañía del Duque se encontró sujeta a la legislación de Chambelán, debido al intérprete cómico y renombrado improvisador, Edward Angel. Durante la representación de La Tempestad de Dryden y Davenant, 1667-1668, Lord Chamberlain emitió una orden de arresto contra el comediante Edward Angel, miembro de la Compañía del Duque. Aunque las razones de la orden no están claras, una posible explicación es que Angel había ofendido con su talento para la improvisación y la sátira política no escrita.
La ley de licencias incluso controlaba el horario y permitía a los asistentes. Por ejemplo, el 6 de febrero de 1720 ordenó que la nueva tragedia pastoral de Gay, Dione, fuera actuada «inmediatamente después de El asedio de Damasco» de John Hughes.

## Actores

### Thomas Betterton
Thomas Patrick Betterton (ca. 1635 - 28 de abril de 1710), actor inglés en Compañía del Duque, hijo de un cocinero de Carlos I, nacido en Londres.

### Primeros años y aprendizaje
No está claro la educación de Betterton de su infancia, sin embargo, se describe que tuvo una «gran propensión» a la lectura, lo que puede explicar por qué estuvo vinculado al editor de William Davenant y John Holden, en un aprendizaje. Es posible que haya actuado en las primeras obras de Davenant sin licencia, sin embargo, no pudo mantener la actuación como una carrera completa debido a la poca frecuencia de representación de obras por estado incierto del teatro durante el Interregno inglés (1649-1660). Los documentos vinculan el nombre de Betterton a trabajar, durante ese tiempo, con el librero John Rhodes. John Downes, un apuntador de teatro para el grupo de actuación de Davenant, documenta por primera vez la participación de Betterton en el teatro Drury Lane en 1659. Downes acreditó los talentos de Betterton diciendo; «Su voz es audible fuerte, plena y articulada, como en la plenitud de su actuación».

### Carrera de actor
El 6 de octubre de 1660, Betterton formaba parte de la Kings Company dirigida por Thomas Killigrew. Sin embargo, para el 5 de noviembre, había llegado a un acuerdo formal de participación con Davenant para constituir la Compañía del Duque, ya que pudo haber sentido que su talento se veía eclipsado en la Kings Company. Betterton, en la Compañía del Duque se convirtió en uno de los actores más famosos del período de la Restauración inglesa. Era el actor favorito de Samuel y Elizabeth Pepys; «Es llamado por ambos el mejor actor del mundo».
El Teatro del Duque en Dorset Gardens, con la ayuda de la actuación de Betterton, fue reconocido por transmitir una forma «tradicional» y «correcta» de representar obras antiguas, como de William Shakespeare. Los actores de la compañía poseían algunos de los papeles repetidos mientras permanecían en la compañía, lo que significaba que los actores podían crear y sostener sus interpretaciones de los personajes. Betterton es conocido hoy en día como «el primer actor clásico».
Charles Gildon cita a Betterton diciendo que la compañía estaba «obligada a hacer [su] estudio [de su] negocio», e incluso aprender los papeles antes de los ensayos para «entrar a fondo en la naturaleza del papel». Podemos ver aquí una temprana aproximación Stanislavskiana a la actuación, donde Betterton incluso «mantuvo su mente en el mismo temperamento que su personaje requería».
Betterton asumió la responsabilidad de muchos papeles principales tanto en Hamlet de Shakespeare, como en nuevas obras de teatro, como Solyman el Magnífico.  Se le describe como un actor versátil, pudiendo interpretar papeles villanos como cómicos, sin embargo no interpretó nunca una farsa. En el Census de Milhous hay 180 apariciones documentadas de Betterton en la Compañía del Duque, sin embargo la cifra real es probablemente más alta ya que 128 obras de teatro quedan sin documentar.

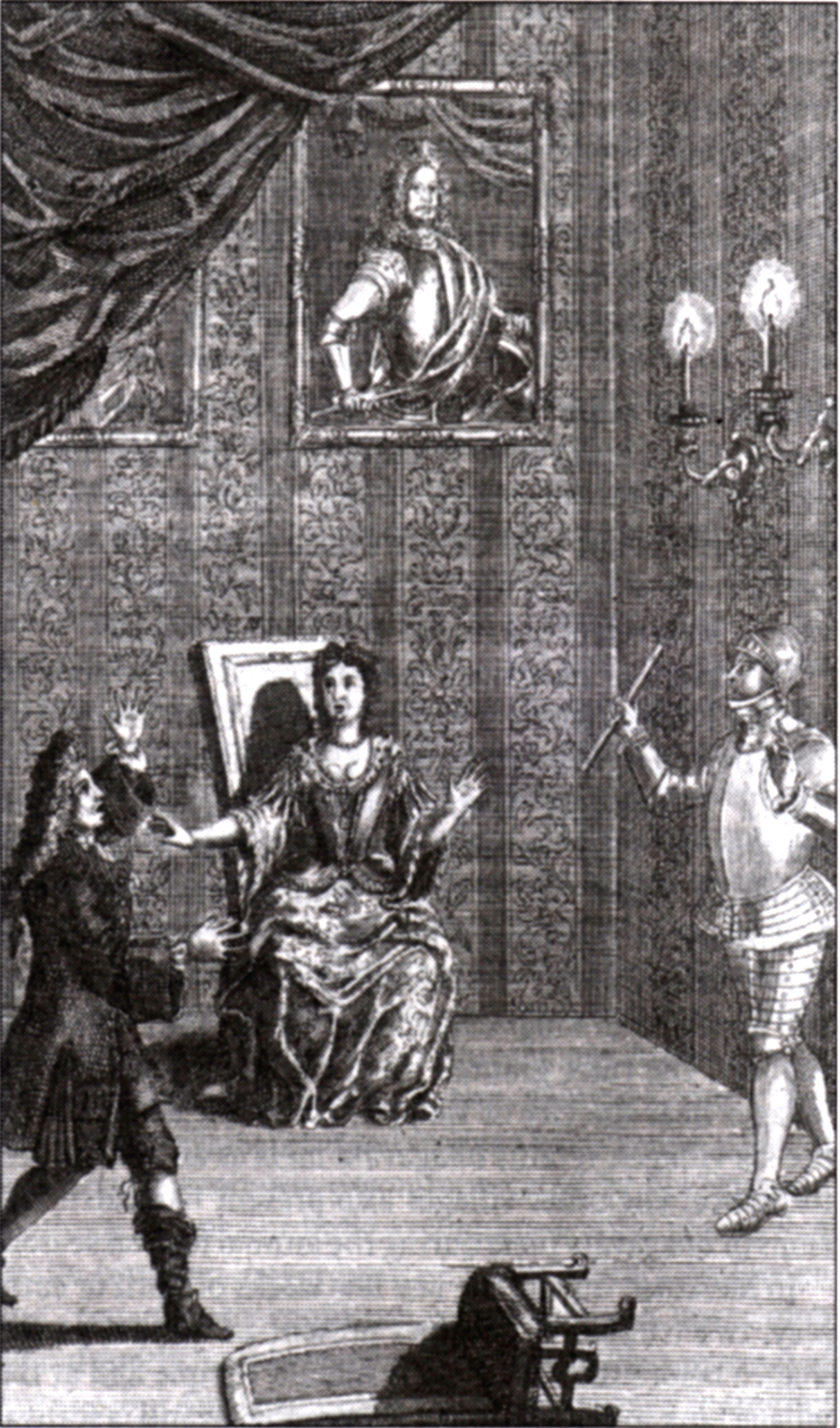
Thomas Betterton interpretando a Hamlet.

El papel más exitoso de Betterton en la Compañía del Duque fue el del príncipe Hamlet, que interpretó por primera vez tras la coronación de Carlos II de Inglaterra en 1661. John Downes escribe que Davenant había visto a Joseph Taylor actuar en este papel antes del interregno y luego le enseñó a Betterton «en cada partícula del mismo». El sistema de reparación de la Compañía del Duque fue influenciado comercialmente para captar y moldear el humor social de la época. Como esta Compañía tenía el monopolio real, creó un rey en Hamlet para reflejar la influencia positiva del retorno de la monarquía; su Hamlet era valiente.
El 7 de abril de 1668 Davenant murió, y Betterton y Augustus Harris, al ser elegidos por todas las partes involucradas en el teatro, asumieron el cargo de administradores hasta 1677, mientras que el heredero de la compañía, Charles Davenant, era demasiado inexperto. Tomaron el control con éxito y dirigieron la construcción del teatro de Dorset Garden en 1671.
A lo largo de su carrera, Betterton viajó regularmente a Francia para aprender sobre los Espectáculos y las Óperas extranjeras con el fin de aumentar el repertorio de la compañía del Duque. Sin embargo, el papel de Betterton en los espectáculos permaneció como asesor principal ya que no podía cantar ni bailar, pero continuó actuando en obras tradicionales.
Como escritor, Betterton nunca se registró por haber creado ningún texto original, sin embargo, tomó un papel clave en la adaptación de la producción y la renovación de los textos antiguos, lo que significó la combinación de líneas argumentales. Trabajó muy de cerca con dramaturgos contemporáneos de la época como Aphra Behn y John Dryden, y alentó mucho el desarrollo de sus nuevas obras.

### Vida privada
Gran parte de la vida privada y el carácter de Betterton sigue siendo un misterio, ya que no dejó ningún diario o documento personal. Su sombría reputación es alentada por la descripción de Samuel Pepys de él como «un hombre muy sobrio y serio, y estudioso y humilde». Betterton se casó con Mary Saunderson, una actriz del Teatro del Duque, el 24 de diciembre de 1662. Juntos acumularon acciones en la Compañía de Teatro del Duque reinvirtiendo su dinero en acciones parciales. Nunca tuvieron hijos propios, pero tuvieron dos hijas adoptivas que fueron entrenadas para el teatro. Se sugiere que Betterton pudo haber caído enfermo desde el 16 de octubre de 1667 hasta el 6 de julio de 1668, como Pepys anota en su diario: «Betterton, enfermo de fiebre, no regresó durante varios meses».